# Микола Мирлікійський звільняє від смертної кари трьох невинно засуджених
«Миколай Мирлі́кійський звільняє від смертної кари трьох невинно засуджених» — картина українського художника Іллі Рєпіна (1844—1930), написана 1888 року. Зберігається в колекції Державного російського музею в Санкт-Петербурзі (інв. Ж-4001). Розмір картини — 215 × 196 см.
Сюжет картини пов'язаний з одним із діянь святого Миколая Чудотворця (Миколая Мирлікійського), сміливі та принципові дії якого допомогли запобігти страті трьох невинних людей. У 1888—1890 роках, під впливом філософських поглядів Льва Толстого, Рєпін створив декілька варіантів картини «Миколай Мирлікійський рятує від смерті трьох невинно засуджених». Одна з цих картин займає визначне місце у колекції Київської національної картинної галереї. У квітні 2013 року у цьому музей пройшла виставка живопису і графіки Іллі Рєпіна з музеїв України, присвячена 170-літтю від дня народження художника. Серед картин було представлено картину-повторення із Харківського музею.
Рєпін завершив роботу над полотном 1888 року, а через рік картина експонувалась на 17-й виставці Товариства пересувних художніх виставок («пересувників»). Картину купив імператор Олександр III, причому згодом побутувала «легенда» про те, що саме з придбанням цього полотна було пов'язане рішення про створення Російського музею.

## Історія
1884 року Ілля Рєпін отримав замовлення на зображення святого Миколая Мирлікійського (Миколая Чудотворця) від жіночого монастиря, розташованого на околицях Харкова. Як згадував український письменник та історик Дмитро Яворницький, у розмові з ним Рєпін згадував, що замовницею образу Миколая Чудотворця була ігуменя Миколаївського жіночого монастиря у селі Стрілеча Харківського повіту, куди він приїжджав навідати свою двоюрідну сестру, яка була там монахинею. Її звали Емілією, у чернецтві — Євпраксією, а Рєпін називав її Олімпіадою. За деякими даними, вона була двоюрідною сестрою Рєпіна по батьковій лінії, і її прізвище — Борисова.
Спочатку Рєпін зробив начерк олівцем в іконописному стилі, але поступово захопився цією темою, яка, як і в картині «Іван Грозний і син його Іван», була пов'язана з моральною проповіддю Льва Толстого і питанням про скасування смертної кари. Для зібрання матеріалу, Рєпін звернувся за допомогою до критика Володимира Стасова, написавши йому в листі 10 вересня 1886 року: «Не забудьте, будь ласка, якщо щось попадеться про Миколая Чудотворця, відкласти для мене. Це я пообіцяв одному закутковому жіночому монастирю на моїй батьківщині написати їм образ до церкви». Закінчилось усе тим, що Рєпін написав велику картину, а для Миколаївського жіночого монастиря планував зробити її повторення з деякими змінами.
Рєпін завершив картину «Микола Мирлікійський звільняє від смертної кари трьох невинно засуджених» 1888 року, а через рік її експонували на 17-й виставці Товариства пересувних художніх виставок («пересувників»), яка проходила в Санкт-Петербурзі. На цій же виставці було представлено ще три картини Рєпіна — портрети актора М. С. Щепкіна та композиторів О. К. Глазунова та О. П. Бородіна.
Відповідно до «легенди», яку багаторазово згадували у виданнях, присвячених історії Російського музею, остаточне рішення імператора Олександра III про створення музею було пов'язане саме з придбанням картини «Микола Мирлікійський звільняє від смертної кари трьох невинно засуджених» із 17-ї виставки «пересувників».
1897 року картину передали із Зимового палацу в Російський музей імператора Олександра III (сьогодні — Державний російський музей), що формувався у той час; у цьому музеї картина перебуває донині. У даний час картину виставили в залі № 34 Михайлівського палацу, де, окрім неї, перебувають й інші відомі картини Рєпін, як-от «Запорожці пишуть листа турецькому султану», «Проводи новобранця», а також портрети В. В. Стасова, А. Г. Рубінштейна та І. Р. Тарханова.

## Сюжет і опис

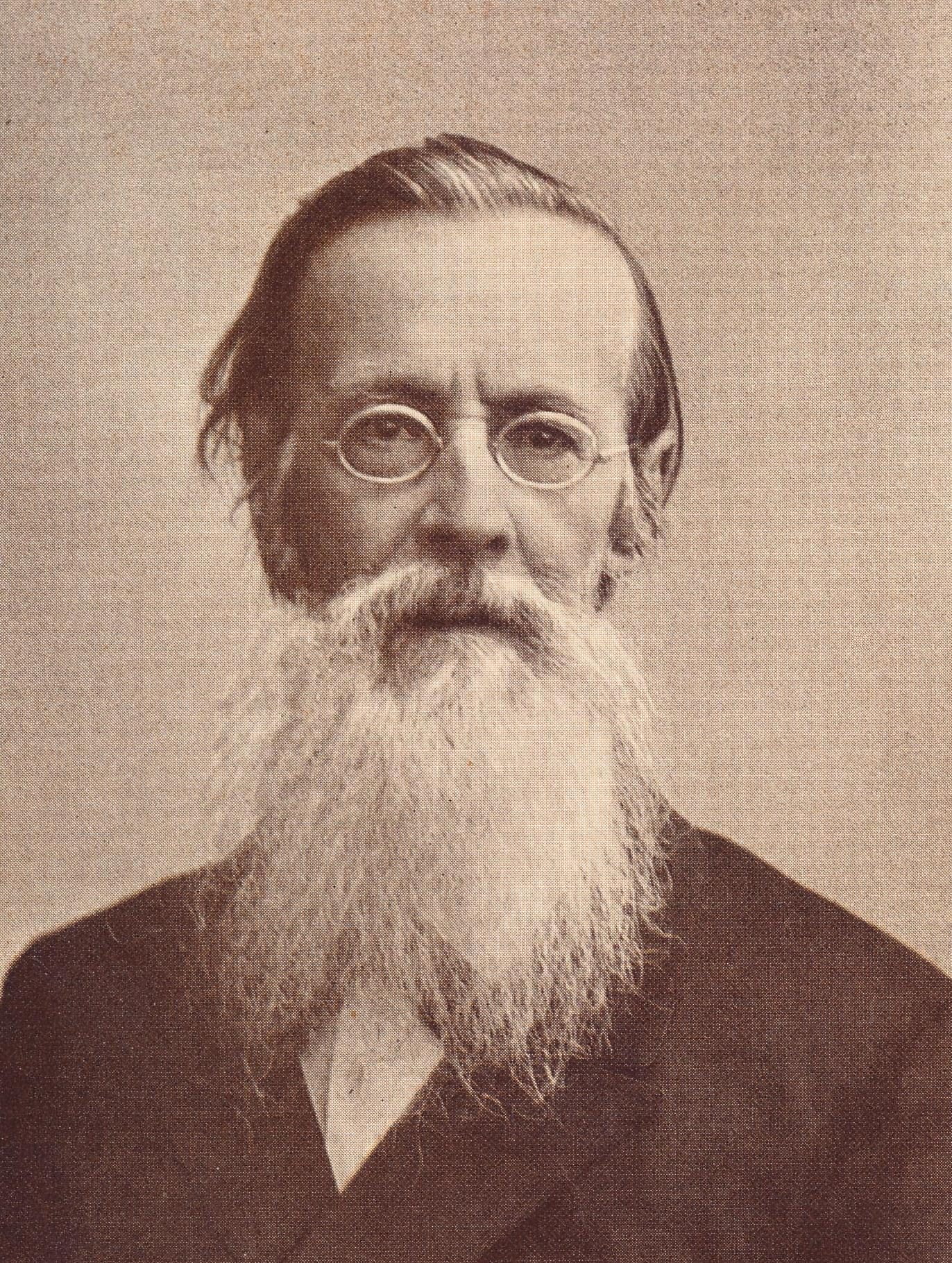
Аполлон Миколайович Майков — російський поет і перекладач. Ймовірно, саме з нього Рєпін написав Миколая Мирлікійського

Сюжет картини пов'язаний із одним з діянь святого Миколая Чудотворця (приблизні дати життя — 270—345 роки нашої ери), яке він здійснив, коли був єпископом у Мирах Лікійських — місті, розташованому в Лікії (сьогодні це місце розташоване на території турецької провінції Анталья). Саме з назвою цього міста й пов'язане топонімічне ім'я святого Миколая — «Мирлікійський».
Перебуваючи у від'їзді, Миколай Мирлікійський дізнався про те, що мирський градоначальник Євстафій засудив до страти трьох невинних людей, бо був підкупленим їх недоброзичливцями. Бажаючи покласти край несправедливості, Миколай поспіхом повернувся до Мир і прибув до Діоскурового поля, де мала відбутись страта, якраз тоді, коли кат був готовим приступити до виконання вироку.

Візантійський письменник X століття Симеон Метафраст так описував цю історію у «Житті та діяннях Святого отця нашого Миколая Чудотворця»:
|  | Коли святий це побачив і звернув погляд на печальне видовище, то, урівноваживши суворість м'якістю, не сказав ні зухвалого, ні різкого слова, але і не виявив ніякого побоювання чи боязкості; скільки вистачало сил він побіг до ката, сміливо вихопив з його рук меч, і, нічого не боячись, кинув на землю. |

Саме цей момент, коли Миколай Чудотворець зупиняє катів меч, піднесений над першим із засуджених зобразив художник. На картині присутній різкий контраст непохитності впевненого у своїй правоті Миколая Мирлікійського, здивування ката, перелякано-улесливий вираз обличчя градоначальника, а також фігури та обличчя засуджених, які вже не вірили в можливість свого порятунку — «один покірний, другий здивований і третій у пориві божевільної надії».
Хоча прообразом Миколая Мирлікійського, очевидно, був Лев Толстой, з яким Рєпін у той час багато спілкувався, обличчя святого Миколая він написав з поета Аполлона Майкова. Ката Рєпін писав з художника Миколи Кузнецова. Образ приреченого на смерть, що стоїть на колінах, був створений з письменника Ієроніма Ясінського, а кволого молодого смертника у жіночому вбранні, що чекає своєї черги — з письменника-символіста Дмитра Мережковського.

## Ескізи та повторення

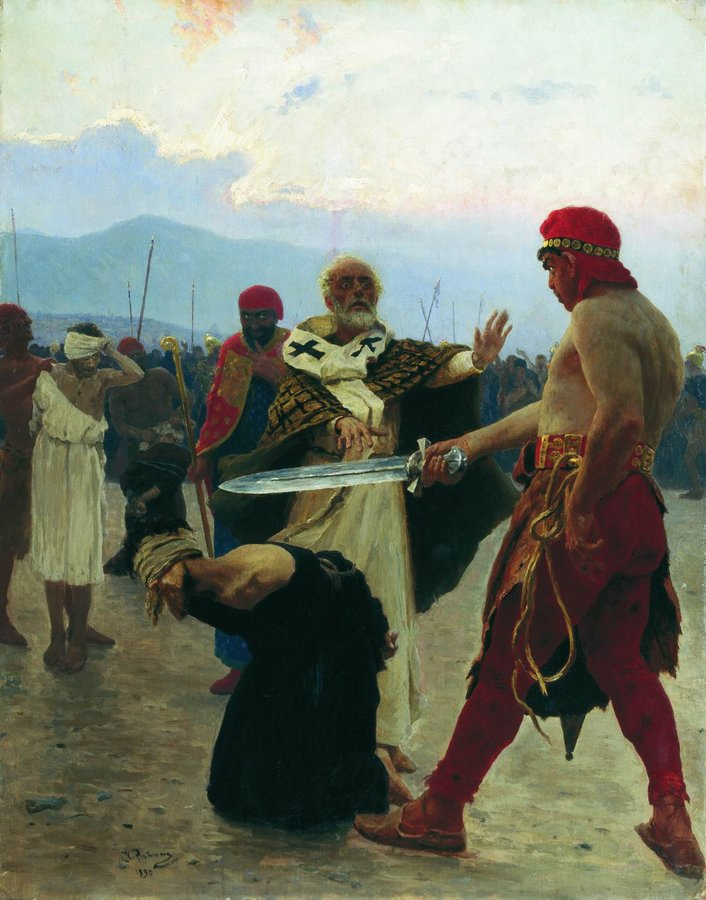
Варіант картини (1890, Харківський художній музей)

У 1890 написав однойменний варіант-повторення картини. Він пожертвував цей варіант для виставки, що збирала кошти для голодуючих селян, що проводилась у Москві 1891 року. На цій виставці картину купив відомий колекціонер та меценат Федір Терещенко. Згодом колекція Терещенка, зокрема і ця картина, стала частиною збірки Національного музею «Київська картинна галерея». Ескіз до цього повторення зберігається в Державному російському музеї (полотно, олія, картон, 34,2 × 28,7 см, приблизно 1889, інв. Ж-7907).
Окрім цього, у 1890 написав однойменний варіант картини, який нині перебуває в Харківському художньому музеї (папір на полотні, олія, 126 × 98 см). Це саме той варіант картини, який Рєпін написав для Миколаївського жіночого монастиря, що в селі Стрілеча. У серпні 1930 року монастир закрили, відтак місцеві мешканці розібрали багато картин до себе. 1934 року картину «Миколай Мирлікійський» виявили у квартирі голови місцевої ради в Липцях, який відтак не квапився її повертати, а, натомість, заховав у коморі. Лише 1935 року картину передали в державну власність, а саме в Харківський музей.
За словами мистецтвознавиці Г. Єльшевської, зміни у двох пізніших версіях могли бути пов'язані із впливом Льва Толстого: «якщо в першій версії картини святий відводить меч від ката, так би мовити, чисто фізично, то у двох останніх появляється тема поєдинку поглядів — і кат, переможений моральною вищістю опонента, сам зупиняє процедуру». І все ж, на думку мистецтвознавиці О. Лясковської, два пізніших варіанти є значно слабшими картини з Російського музею: «у них занадто посилена історична нота, сам Миколай вже не втручається у хід подій, він лише переконує; мужній вираз засудженого замінено фігурою зовсім іншого змісту».

## Відгуки та критика
Коли картина з'явилася на 17-й виставці «пересувників», письменник Микола Лєсков написав Рєпіну (лист датовано 27 лютого 1889 року): «Вітаю великий та безсумнівний успіх Ваших творів. На виставці немає нічого кращого за „Св. Миколая“ та портрет Глазунова. Похвали Вам одноголосні. Стоять картини чудово, і кращого їм не потрібно». У тому ж листі Лєсков навів думку журналіста та критика Олексія Суворіна, відмітивши, що «Суворін був у захваті від „Св. Миколая“», після чого продовжив: «Натовпи біля Св. Миколая не рідшають, а чутки є дуже курйозними та неочікуваними — наприклад, що Ви хочете „показати верховенство церкви над державою“. — Якщо це правда, що за „Св. Миколая“ Вам дано лише десять тисяч, то це дуже дешево, — особливо, зважаючи на ціну „Фріни“». Тут Лєсков мав на увазі великоформатну картину Генріха Семирадського «Фріна на святі Посейдона в Елефсіні», яку того ж року купило Міністерство імператорського двору за 30 000 рублів.

Побував на виставці і Лев Толстой. У листі до художника Миколи Ґе, який представив на цій же виставці картину «Вихід Христа з учнями з Тайної вечері в Гетсиманський сад», він писав, порівнюючи це полотно з картиною Рєпіна (лист датовано 21 квітня 1889 року): «Дивовижна ілюстрація того, що є мистецтво, на нинішній виставці: картина ваша і Рєпіна. У Рєпіна представлено те, що людина в ім'я Христа зупиняє страту, тобто робить одну з найбільш дивовижних і важливих справ». Далі у цьому ж листі, позитивно відгукуючись щодо картини Ґе, Толстой одночасно критикує Рєпіна:
|  | У Рєпіна сказано те, що він хотів сказати, так вузько, тісно, що на словах це б ще точніше можна було сказати. Сказано, і більше нічого. Завадив страті, ну що ж? Ну, завадив. А далі що? Але мало того: оскільки зміст не є художнім, не новим, не дорогим для автора, то навіть і те не сказано. Уся картина без фокуса, і всі фігури повзуть нарізно. |

Коментуючи ці слова Толстого, мистецтвознавець Галина Єльшевська писала, що Рєпін «захопився психологією „останніх хвилин“, і в реалістичній розповіді про людські афекти… були зняті не лише проповідницькі та повчальні обертони історії, але й взагалі її високий присмак».
Художник і критик Олександр Бенуа в своїй книжці «Історія російського живопису XIX століття» в розділі, присвяченому Рєпіну, відмічав, що «слабким місцем „Св. Миколая“ є банальний вираз святого, карикатурність решти», але водночас «єдине вдале місце — це підле кривляння візантійського царедворця».
Критик Борис Асаф'єв (літературний псевдонім — Ігор Глєбов) писав: «Коли він [Рєпін] виставив на пересувній виставці 1889 року чудесну картину „Святий Миколай рятує від страти трьох несправедливо засуджених у місті Мирах Лікійських“, дуже небагатьом було зрозуміло, що справа тут не в акті милосердя і не у невинних (чого в живописі не показати), а в психіці людей, над якими навис меч. І не забути погляду одного зі страчуваних — погляду з мерехтливою трепетною надією!..»

## Релігійне підґрунтя

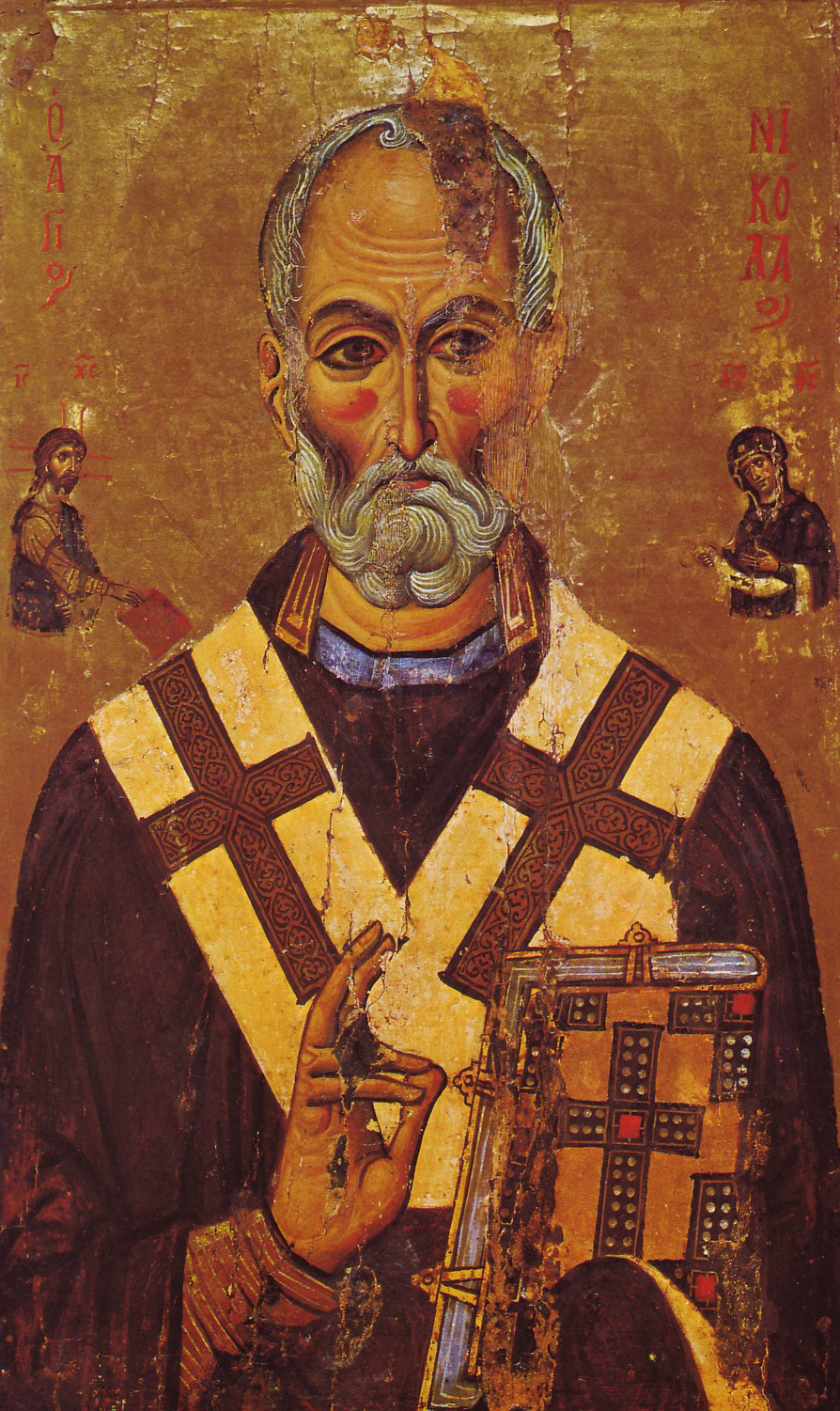
Святий Миколай на іконі XIII століття (Монастир Святої Катерини, Синай, Єгипет)

Святий Миколай (270 /286/ — 19  грудня 326/345/351) — єпископ Мир Лікійських (сьогодні Демре, Анталья, Туреччина), християнський святий, відомий як Миколай Чудотворець. Християни православного, римо- та греко-католицького обрядів вшановують його як великого святого та історичну особу.
До сьогодні дійшло мало джерел про життя Святого Миколая. Зокрема, збереглися перекази Андрія Критського та монаха-студита Івана з Константинополя.
Миколай народився у місті Патарі в богобоязких батьків Феофана та Нони, які тривалий час не могли мати дітей. За переказами, багатьма молитвами вони випросили в Бога сина, якого назвали Миколаєм. Ріс Миколай, практикуючи добрі вчинки й уникаючи поганих компаній. Ще юнаком Миколай переселяється до Мири, де його батько-єпископ висвятив Миколая на священика.
Про богоугодне життя святого Миколая свідчить і випадки із його життя: описаний на картині Рєпіна порятунок трьох невинно засуджених на смертну кару та ляпас, даний ним єретику на Першому Вселенському Соборі. Почувши про те, що правитель несправедливо засудив до кари на горло ні в чому невинних людей, Миколай вирішив зупинити це беззаконня та поспішив до місця страти. Святий прибув саме в той момент, коли кат готувався виконати вирок.
Святий Димитрій писав:
|  | Святитель Христовий вільно пройшов серед народу, без всякої боязні вирвав із рук ката меч, жбурнув його додолу, а відтак вивільнив засуджених від пут. Усе це зробив він із відвагою великою, і не посмів ніхто вчинити йому опір, оскільки слово його владним, і в діях його проявлялась сила Божественна: був він великим перед Богом і всіма людьми. |